# التربية السياسية في جمهورية الصين الشعبية
التربية السياسية في جمهورية الصين الشعبية يشير إلى مجموعة متنوعة من أساليب التعليم، بعضها قسري أو غير طوعي، والذي يهدف إلى جعل المواطنين في الصين يتعاطفون مع سياسات الحزب الشيوعي الصيني ويدعمونها. تتضمن العملية تحديد القضايا السياسية، وتثقيف الناس في سياسات الحزب، وإقناعهم بضرورة عمل سياسي معين.
تباينت شدة التثقيف السياسي حسب المناخ السياسي والهدف من التعليم. الأكثر تدخلاً وشمولاً هو «إصلاح الفكر»، ويشار إليه على نحو مختلف باسم «إعادة التثقيف» أو «التحول». غالبًا ما يتم إصلاح الفكر في بيئة تخضع لرقابة مشددة مثل السجن أو معسكر العمل، وقد يتضمن تهديدات أو إجراءات قسرية أخرى لإقناع الهدف بإعادة تشكيل هويته الأيديولوجية أو السياسية. إن الشكل الأقل تدخلاً والأكثر انتشارًا من التعليم السياسي هو الدعاية، والتي يمكن نقلها عبر وسائل الإعلام، أو في الاجتماعات السياسية، أو من خلال المناهج الدراسية.

## التاريخ
أكثر من مليون مسلم محتجزون في سنجان في معسكرات تحويل فكرية.